# Giải vô địch bóng đá châu Âu 2008 (Bảng D)
Dưới đây là thông tin chi tiết về các trận đấu trong khuôn khổ bảng D - Giải vô địch bóng đá châu Âu 2008, là một trong bốn bảng đấu thuộc Euro 2008. Trận đầu tiên của bảng diễn ra vào ngày 10 tháng 6 năm 2008, và hai trận đấu cuối cùng được đá vào ngày 18 tháng 6. Tất cả sáu trận đấu thuộc bảng D đều diễn ra tại Áo, ở hai thành phố Innsbruck và Salzburg. Hạt giống của bảng là đội đương kim vô địch Hy Lạp, ngoài ra còn có sự góp mặt của ba đội Tây Ban Nha, Nga và Thụy Điển.
| Đội         | Pld | W | D | L | GF | GA | GD | Pts |
| ----------- | --- | - | - | - | -- | -- | -- | --- |
| Tây Ban Nha | 3   | 3 | 0 | 0 | 8  | 3  | +5 | 9   |
| Nga         | 3   | 2 | 0 | 1 | 4  | 4  | 0  | 6   |
| Thụy Điển   | 3   | 1 | 0 | 2 | 3  | 4  | −1 | 3   |
| Hy Lạp      | 3   | 0 | 0 | 3 | 1  | 5  | −4 | 0   |

Giờ thi đấu tính theo giờ địa phương (GMT +2)

## Tóm tắt các trận đấu

### Tây Ban Nha vs Nga
| Tây Ban Nha                          | 4–1      | Nga              |
| ------------------------------------ | -------- | ---------------- |
| Villa 20', 44', 75' · Fàbregas 90+1' | Chi tiết | Pavlyuchenko 86' |

| Tây Ban Nha | Nga |

| GK                      | 1  | Iker Casillas (c) |  |     |
| RB                      | 15 | Sergio Ramos      |  |     |
| CB                      | 5  | Carles Puyol      |  |     |
| CB                      | 4  | Carlos Marchena   |  |     |
| LB                      | 11 | Joan Capdevila    |  |     |
| RM                      | 21 | David Silva       |  | 77' |
| CM                      | 19 | Marcos Senna      |  |     |
| CM                      | 8  | Xavi              |  |     |
| LM                      | 6  | Andrés Iniesta    |  | 63' |
| CF                      | 7  | David Villa       |  |     |
| CF                      | 9  | Fernando Torres   |  | 54' |
| Vào thay người:         |    |                   |  |     |
| MF                      | 10 | Cesc Fàbregas     |  | 54' |
| MF                      | 12 | Santi Cazorla     |  | 63' |
| MF                      | 14 | Xabi Alonso       |  | 77' |
| Huấn luyện viên trưởng: |    |                   |  |     |
| Luis Aragonés           |    |                   |  |     |

| GK                      | 1  | Igor Akinfeev         |  |     |     |
| RB                      | 22 | Aleksandr Anyukov     |  |     |     |
| CB                      | 14 | Roman Shirokov        |  |     |     |
| CB                      | 8  | Denis Kolodin         |  |     |     |
| LB                      | 18 | Yuri Zhirkov          |  |     |     |
| DM                      | 11 | Sergei Semak (c)      |  |     |     |
| CM                      | 17 | Konstantin Zyryanov   |  |     |     |
| CM                      | 20 | Igor Semshov          |  | 58' |     |
| RW                      | 21 | Dmitri Sychev         |  | 46' |     |
| LW                      | 15 | Diniyar Bilyaletdinov |  |     |     |
| CF                      | 19 | Roman Pavlyuchenko    |  |     |     |
| Vào thay người:         |    |                       |  |     |     |
| MF                      | 23 | Vladimir Bystrov      |  | 46' | 70' |
| MF                      | 7  | Dmitri Torbinski      |  | 58' |     |
| FW                      | 6  | Roman Adamov          |  |     | 70' |
| Huấn luyện viên trưởng: |    |                       |  |     |     |
| Guus Hiddink            |    |                       |  |     |     |

| Cầu thủ xuất sắc nhất trận: David Villa (Tây Ban Nha) Trợ lý trọng tài: Egon Bereuter (Áo) Markus Mayr (Áo) Trọng tài bàn: Grzegorz Gilewski (Ba Lan) |

### Hy Lạp vs Thụy Điển
| Hy Lạp | 0–2      | Thụy Điển                     |
| ------ | -------- | ----------------------------- |
|        | Chi tiết | Ibrahimović 67' · Hansson 72' |

| Hy Lạp | Thụy Điển |

| GK                      | 1  | Antonios Nikopolidis |     |     |
| RB                      | 2  | Giourkas Seitaridis  | 51' |     |
| CB                      | 16 | Sotirios Kyrgiakos   |     |     |
| CB                      | 19 | Paraskevas Antzas    |     |     |
| CB                      | 5  | Traianos Dellas      |     | 70' |
| LB                      | 15 | Vasilis Torosidis    | 61' |     |
| RM                      | 9  | Angelos Charisteas   | 1'  |     |
| CM                      | 6  | Angelos Basinas (c)  |     |     |
| CM                      | 21 | Kostas Katsouranis   |     |     |
| LM                      | 10 | Giorgos Karagounis   |     |     |
| CF                      | 17 | Theofanis Gekas      |     | 46' |
| Vào thay người:         |    |                      |     |     |
| FW                      | 7  | Georgios Samaras     |     | 46' |
| FW                      | 20 | Ioannis Amanatidis   |     | 70' |
| Huấn luyện viên trưởng: |    |                      |     |     |
| Otto Rehhagel           |    |                      |     |     |

| GK                      | 1  | Andreas Isaksson      |  |     |
| RB                      | 7  | Niclas Alexandersson  |  | 74' |
| CB                      | 3  | Olof Mellberg         |  |     |
| CB                      | 4  | Petter Hansson        |  |     |
| LB                      | 2  | Mikael Nilsson        |  |     |
| DM                      | 8  | Anders Svensson       |  |     |
| RM                      | 21 | Christian Wilhelmsson |  | 78' |
| LM                      | 9  | Fredrik Ljungberg (c) |  |     |
| AM                      | 19 | Daniel Andersson      |  |     |
| CF                      | 10 | Zlatan Ibrahimović    |  | 71' |
| CF                      | 17 | Henrik Larsson        |  |     |
| Vào thay người:         |    |                       |  |     |
| FW                      | 11 | Johan Elmander        |  | 71' |
| DF                      | 5  | Fredrik Stoor         |  | 74' |
| FW                      | 22 | Markus Rosenberg      |  | 78' |
| Huấn luyện viên trưởng: |    |                       |  |     |
| Lars Lagerbäck          |    |                       |  |     |

| Cầu thủ xuất sắc nhất trận: Zlatan Ibrahimović (Thụy Điển) Trợ lý trọng tài: Matthias Arnet (Thụy Sĩ) Stéphane Cuhat (Thụy Sĩ) Trọng tài bàn: Ivan Bebek (Croatia) |

### Thụy Điển vs Tây Ban Nha
| Thụy Điển       | 1–2      | Tây Ban Nha              |
| --------------- | -------- | ------------------------ |
| Ibrahimović 34' | Chi tiết | Torres 15' · Villa 90+2' |

| Thụy Điển | Tây Ban Nha |

| GK                      | 1  | Andreas Isaksson      |     |     |
| RB                      | 5  | Fredrik Stoor         |     |     |
| CB                      | 3  | Olof Mellberg         |     |     |
| CB                      | 4  | Petter Hansson        |     |     |
| LB                      | 2  | Mikael Nilsson        |     |     |
| RM                      | 11 | Johan Elmander        |     | 79' |
| CM                      | 19 | Daniel Andersson      |     |     |
| CM                      | 8  | Anders Svensson       | 55' |     |
| LM                      | 9  | Fredrik Ljungberg (c) |     |     |
| CF                      | 17 | Henrik Larsson        |     | 87' |
| CF                      | 10 | Zlatan Ibrahimović    |     | 46' |
| Vào thay người:         |    |                       |     |     |
| FW                      | 22 | Markus Rosenberg      |     | 46' |
| MF                      | 18 | Sebastian Larsson     |     | 79' |
| MF                      | 16 | Kim Källström         |     | 87' |
| Huấn luyện viên trưởng: |    |                       |     |     |
| Lars Lagerbäck          |    |                       |     |     |

| GK                      | 1  | Iker Casillas (c) |     |     |
| RB                      | 15 | Sergio Ramos      |     |     |
| CB                      | 4  | Carlos Marchena   | 53' |     |
| CB                      | 5  | Carles Puyol      |     | 24' |
| LB                      | 11 | Joan Capdevila    |     |     |
| RM                      | 6  | Andrés Iniesta    |     | 59' |
| CM                      | 19 | Marcos Senna      |     |     |
| CM                      | 8  | Xavi              |     | 59' |
| LM                      | 21 | David Silva       |     |     |
| CF                      | 7  | David Villa       |     |     |
| CF                      | 9  | Fernando Torres   |     |     |
| Vào thay người:         |    |                   |     |     |
| DF                      | 2  | Raúl Albiol       |     | 24' |
| MF                      | 10 | Cesc Fàbregas     |     | 59' |
| MF                      | 12 | Santi Cazorla     |     | 59' |
| Huấn luyện viên trưởng: |    |                   |     |     |
| Luis Aragonés           |    |                   |     |     |

| Cầu thủ xuất sắc nhất trận: David Villa (Tây Ban Nha) Trợ lý trọng tài: Adriaan Inia (Hà Lan) Hans ten Hoove (Hà Lan) Trọng tài bàn: Craig Thomson (Scotland) |

### Hy Lạp vs Nga
| Hy Lạp | 0–1      | Nga          |
| ------ | -------- | ------------ |
|        | Chi tiết | Zyryanov 33' |

| Hy Lạp | Nga |

| GK                      | 1  | Antonios Nikopolidis   |     |     |
| RB                      | 2  | Giourkas Seitaridis    |     | 40' |
| CB                      | 5  | Traianos Dellas        |     |     |
| CB                      | 16 | Sotirios Kyrgiakos     |     |     |
| LB                      | 15 | Vasilis Torosidis      |     |     |
| RM                      | 21 | Kostas Katsouranis     |     |     |
| CM                      | 6  | Angelos Basinas (c)    |     |     |
| LM                      | 3  | Christos Patsatzoglou  |     |     |
| AM                      | 9  | Angelos Charisteas     |     |     |
| AM                      | 20 | Ioannis Amanatidis     |     | 80' |
| CF                      | 23 | Nikos Liberopoulos     | 58' | 61' |
| Vào thay người:         |    |                        |     |     |
| MF                      | 10 | Giorgos Karagounis     | 42' | 40' |
| FW                      | 17 | Theofanis Gekas        |     | 61' |
| MF                      | 8  | Stelios Giannakopoulos |     | 80' |
| Huấn luyện viên trưởng: |    |                        |     |     |
| Otto Rehhagel           |    |                        |     |     |

| GK                      | 1  | Igor Akinfeev         |     |     |
| RB                      | 22 | Aleksandr Anyukov     |     |     |
| CB                      | 8  | Denis Kolodin         |     |     |
| CB                      | 4  | Sergei Ignashevich    |     |     |
| LB                      | 18 | Yuri Zhirkov          |     | 87' |
| DM                      | 11 | Sergei Semak (c)      |     |     |
| RM                      | 7  | Dmitri Torbinski      | 84' |     |
| CM                      | 17 | Konstantin Zyryanov   |     |     |
| CM                      | 20 | Igor Semshov          |     |     |
| LM                      | 15 | Diniyar Bilyaletdinov |     | 70' |
| CF                      | 19 | Roman Pavlyuchenko    |     |     |
| Vào thay người:         |    |                       |     |     |
| FW                      | 9  | Ivan Saenko           | 77' | 70' |
| DF                      | 2  | Vasili Berezutski     |     | 87' |
| Huấn luyện viên trưởng: |    |                       |     |     |
| Guus Hiddink            |    |                       |     |     |

| Cầu thủ xuất sắc nhất trận: Roman Pavlyuchenko (Nga) Trợ lý trọng tài: Alessandro Griselli (Ý) Paolo Calcagno (Ý) Trọng tài bàn: Olegário Benquerença (Bồ Đào Nha) |

### Hy Lạp vs Tây Ban Nha
| Hy Lạp         | 1–2      | Tây Ban Nha               |
| -------------- | -------- | ------------------------- |
| Charisteas 42' | Chi tiết | de la Red 61' · Güiza 88' |

| Hy Lạp | Tây Ban Nha |

| GK                      | 1  | Antonios Nikopolidis (c) |       |     |
| RB                      | 11 | Loukas Vyntra            | 90+1' |     |
| CB                      | 16 | Sotirios Kyrgiakos       |       | 62' |
| CB                      | 5  | Traianos Dellas          |       |     |
| LB                      | 4  | Nikos Spiropoulos        |       |     |
| CM                      | 6  | Angelos Basinas          | 72'   |     |
| CM                      | 21 | Kostas Katsouranis       |       |     |
| RW                      | 14 | Dimitris Salpingidis     |       | 86' |
| AM                      | 10 | Giorgos Karagounis       | 34'   | 74' |
| LW                      | 20 | Ioannis Amanatidis       |       |     |
| CF                      | 9  | Angelos Charisteas       |       |     |
| Vào thay người:         |    |                          |       |     |
| DF                      | 19 | Paraskevas Antzas        |       | 62' |
| MF                      | 22 | Alexandros Tziolis       |       | 74' |
| MF                      | 8  | Stelios Giannakopoulos   |       | 86' |
| Huấn luyện viên trưởng: |    |                          |       |     |
| Otto Rehhagel           |    |                          |       |     |

| GK                      | 23 | Pepe Reina       |     |     |
| RB                      | 18 | Álvaro Arbeloa   | 45' |     |
| CB                      | 2  | Raúl Albiol      |     |     |
| CB                      | 20 | Juanito          |     |     |
| LB                      | 3  | Fernando Navarro |     |     |
| CM                      | 22 | Rubén de la Red  |     |     |
| CM                      | 14 | Xabi Alonso (c)  |     |     |
| RW                      | 16 | Sergio García    |     |     |
| AM                      | 10 | Cesc Fàbregas    |     |     |
| LW                      | 6  | Andrés Iniesta   |     | 58' |
| CF                      | 17 | Daniel Güiza     | 41' |     |
| Vào thay người:         |    |                  |     |     |
| MF                      | 12 | Santi Cazorla    |     | 58' |
| Huấn luyện viên trưởng: |    |                  |     |     |
| Luis Aragonés           |    |                  |     |     |

| Cầu thủ xuất sắc nhất trận: Xabi Alonso (Tây Ban Nha) Trợ lý trọng tài: Darren Cann (Anh) Mike Mullarkey (Anh) Trọng tài bàn: Stéphane Lannoy (Pháp) |

### Nga vs Thụy Điển
| Nga                             | 2–0      | Thụy Điển |
| ------------------------------- | -------- | --------- |
| Pavlyuchenko 24' · Arshavin 50' | Chi tiết |           |

| Nga | Thụy Điển |

| GK                      | 1  | Igor Akinfeev         |     |     |
| RB                      | 22 | Aleksandr Anyukov     |     |     |
| CB                      | 4  | Sergei Ignashevich    |     |     |
| CB                      | 8  | Denis Kolodin         | 76' |     |
| LB                      | 18 | Yuri Zhirkov          |     |     |
| DM                      | 11 | Sergei Semak (c)      | 57' |     |
| RM                      | 17 | Konstantin Zyryanov   |     |     |
| CM                      | 20 | Igor Semshov          |     |     |
| LM                      | 15 | Diniyar Bilyaletdinov |     | 66' |
| SS                      | 10 | Andrey Arshavin       | 65' |     |
| CF                      | 19 | Roman Pavlyuchenko    |     | 90' |
| Vào thay người:         |    |                       |     |     |
| FW                      | 9  | Ivan Saenko           |     | 66' |
| MF                      | 23 | Vladimir Bystrov      |     | 90' |
| Huấn luyện viên trưởng: |    |                       |     |     |
| Guus Hiddink            |    |                       |     |     |

| GK                      | 1  | Andreas Isaksson      | 10' |     |
| RB                      | 5  | Fredrik Stoor         |     |     |
| CB                      | 3  | Olof Mellberg         |     |     |
| CB                      | 4  | Petter Hansson        |     |     |
| LB                      | 2  | Mikael Nilsson        |     | 79' |
| RM                      | 11 | Johan Elmander        | 49' |     |
| CM                      | 19 | Daniel Andersson      |     | 56' |
| CM                      | 8  | Anders Svensson       |     |     |
| LM                      | 9  | Fredrik Ljungberg (c) |     |     |
| CF                      | 17 | Henrik Larsson        |     |     |
| CF                      | 10 | Zlatan Ibrahimović    |     |     |
| Vào thay người:         |    |                       |     |     |
| MF                      | 16 | Kim Källström         |     | 56' |
| FW                      | 20 | Marcus Allbäck        |     | 79' |
| Huấn luyện viên trưởng: |    |                       |     |     |
| Lars Lagerbäck          |    |                       |     |     |

| Cầu thủ xuất sắc nhất trận: Andrey Arshavin (Nga) Trợ lý trọng tài: Peter Hermans (Bỉ) Alex Verstraeten (Bỉ) Trọng tài bàn: Kristinn Jakobsson (Iceland) |